# جيسيكا تاندي
جيسيكا تاندي (7 يونيو 1909 - 11 سبتمبر 1994) (بالإنجليزية: Jessica Tandy) ممثلة بريطانية، حاصلة على جائزة أوسكار 1989 كأفضل ممثلة عن دورها في فيلم توصيل الأنسة دايزي.

## نشأتها
هي الأصغر بين ثلاثة أشقاء، ولدت تاندي في شارع غيلديستون في هاكني في لندن، والدها هاري تاندي ووالدتها جيسي هيلين هورسبول. كانت والدتها من عائلة كبيرة في فينلاند في كامبردجشاير، وعملت مديرة مدرسة للأطفال المتخلفين عقلياً، وكان والدها بائعًا متجولًا لشركة تنتج الحبال. تلقت تعليمها في مدرسة دام أليس أوين في إزلينغتون.
توفي والدها عندما كان عمرها 12 عامًا، ثم درّست والدتها دورات مسائية لكسب المال. أُسر شقيقها إدوارد لاحقًا في حرب اليابانيين في الشرق الأقصى.

## مسيرتها المهنية كممثلة
بدأت تاندي حياتها المهنية في سن الثامنة عشر في لندن، بداية بتقديم عروض أمام ممثلين مثل لورنس أوليفيه وجون غيلغد. دخلت ضمن أفلام في بريطانيا، لكنها انتقلت بعد فشل زواجها من جاك هوكينز إلى الولايات المتحدة على أمل العثور على فرص أفضل. غالبًا ما كان عليها أن تسعى بقوة خلال فترة عملها كممثلة رائدة على المسرح في لندن من أجل الحصول على أدوار بسبب منافستها مع بيغي أشكروفت وسيليا جونسون. تزوجت في عام 1942 من هوم كرونين وأدت على مدار الأعوام التالية أدوارًا مساعدة في العديد من أفلام هوليود. نالت تاندي جنسية الولايات المتحدة الأمريكية عام 1952.
عملت تاندي أيضًا في الإذاعة مثل العديد من ممثلي المسرح. وأدت بشكل منتظم شخصية الأميرة ندى في سلسلة الساحر ماندريك. ثم مع هيوم كرونين في برنامج الزواج الذي أُذيع على الراديو بين عامي 1953 و1954، ثم عرض على التلفاز.
كان أول فيلم لها الصليب السابع (عام 1944). عادت لتؤدي أدوارًا مساعدة بعد فشلها في الحصول على أدوار بطولة، مثل دورها في وادي القرار (عام 1945)، والسنوات الخضراء (عام 1946، دور ابنة كرونين)، دراغونويك (عام 1946) بطولة جين تيرني وفينسنت برايس، كهرمان أبدي (1947). استمرت مسيرتها السينمائية بشكل متقطع خلال العقود الثلاثة التالية حيث حصلت على أدوار أفضل على المسرح. شملت أدوارها خلال ذلك الوقت (ثعلب الصحراء: قصة روميل عام 1951) نور الغابة مع جيمس ماسون (عام 1958)، ودورها كأم قاسية في فيلم ألفريد هتشكوك الذي حمل عنوان الطيور (عام 1963).
فازت في مسرح برودواي بجائزة توني كأفضل ممثلة مسرحية عن أدائها دور بلانش دوبوا في مسرحية عربة اسمها الرغبة في عام 1948. خسرت فرصة أداء الدور في الفيلم وأدته الممثلة فيفيان لي، وركزت على المسرح.

## حياتها الشخصية

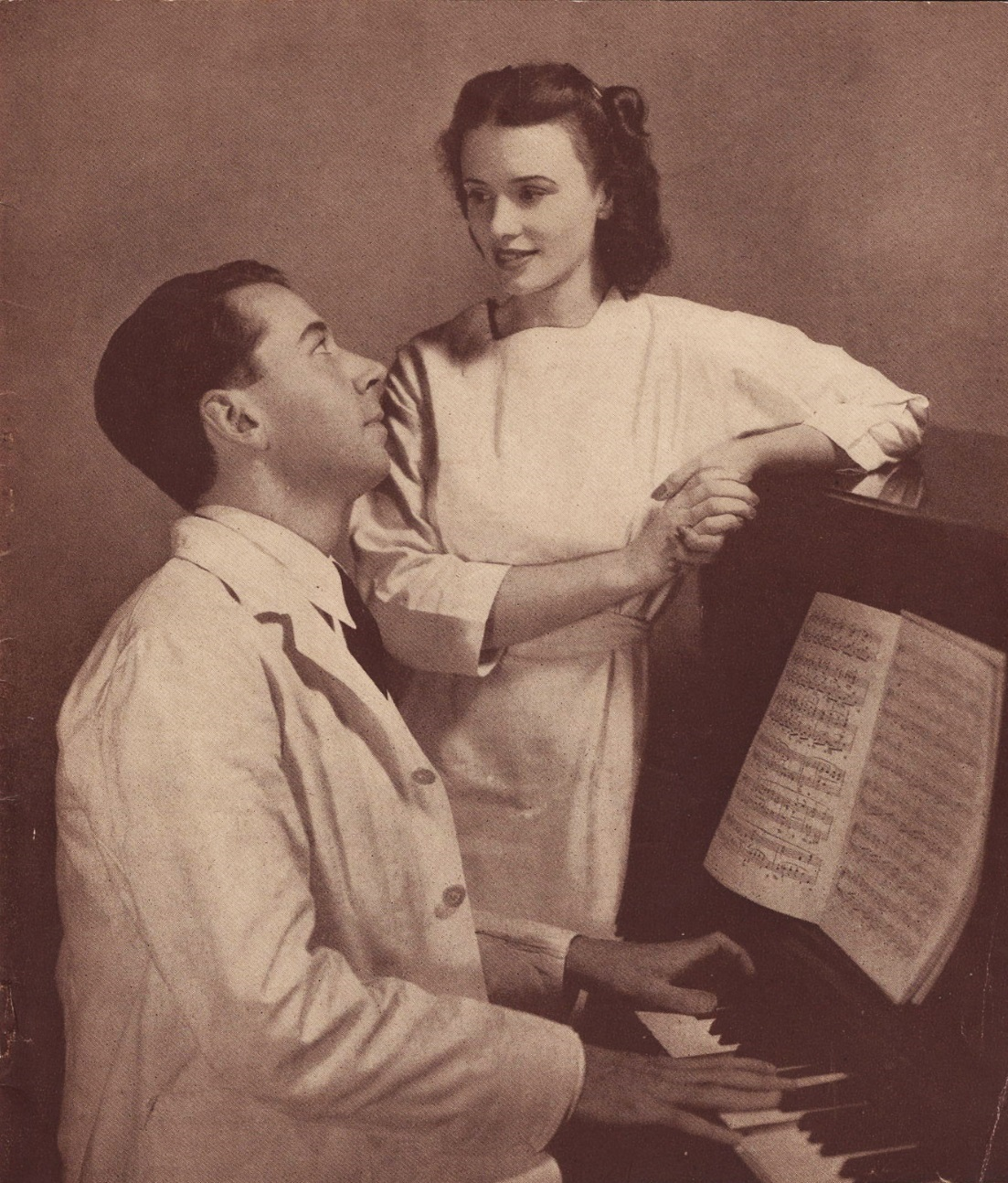
لأمير سعد عوده سعد العتيق

تزوجت تاندي في عام 1932 من الممثل الإنجليزي جاك هوكينز وأنجبا سوزان هوكينز (1934-2004). أصبحت سوزان ممثلة وكانت زوجة ابن جون موينيان تيتيمر، وهو راهب سابق ألف كتاب (كنت راهباً: السيرة الذاتية لجون تيتيمير)، وأدت أدوار صغيرة في (الأفق المفقود 1937) و(مقابلة جون دو 1941). تزوجت بعد طلاقها من هوكينز في عام 1940 من زوجها الثاني الممثل الكندي هوم كرونين في عام 1942. عاشت مع كرونين عدة سنوات في باوند ريدج في نيويورك قبل الانتقال إلى كونيتيكت، وبقيا معًا حتى وفاة في عام 1994. أنجبا طفلان هما ابنتهما تاندي كرونين، ممثلة شاركت مع والدتها في فيلم (قصة سيدة) وابنها كريستوفر كرونين.

## وفاتها
أُصيبت بسرطان المبيض في عام 1990، وعانت الذبحة الصدرية والمياه الزرقاء. استمرت في العمل على الرغم من أمراضها وتقدم عمرها. توفيت في 11 سبتمبر عام 1994 في منزلها في إيستون بولاية كونيتيكت الأمريكية عن عمر ناهز 85 عامًا. لا يزال سبب الوفاة غير معلن.

## وصلات خارجية
- جيسيكا تاندي على موقع IMDb (الإنجليزية)
- جيسيكا تاندي على موقع الموسوعة البريطانية (الإنجليزية)
- جيسيكا تاندي على موقع روتن توميتوز (الإنجليزية)
- جيسيكا تاندي على موقع ألو سيني (الفرنسية)
- جيسيكا تاندي على موقع تيرنر كلاسيك موفيز (الإنجليزية)
- جيسيكا تاندي على موقع أول موفي (الإنجليزية)
- جيسيكا تاندي على موقع قاعدة بيانات برودواي على الإنترنت (الإنجليزية)
- جيسيكا تاندي على موقع قاعدة بيانات الأفلام السويدية (السويدية)
- جيسيكا تاندي على موقع إن إن دي بي (الإنجليزية)
- جيسيكا تاندي على موقع ديسكوغز (الإنجليزية)